# Coupe de la Ligue française de football 2010-2011
Navigation
Coupe de la Ligue de football 2009-2010 Coupe de la Ligue de football 2011-2012
La Coupe de la Ligue de football 2010-2011 est la 17e édition de la Coupe de la Ligue de football française, organisée par la LFP. Les premiers tours préliminaires sont prévus pour se disputer de juillet à septembre, la phase finale, d'octobre à avril.
La finale a vu la victoire du tenant du titre, l'Olympique de Marseille, sur le Montpellier HSC.

## Calendrier
Cette année, en raison du nombre de clubs de National participants (quatre), il n'y a pas de tour préliminaire.
| Tour                        | Nom                                     | Date                    | Participants        |
| Tours préliminaires (2010)  |                                         |                         |                     |
| 1                           | Premier tour                            | ven-sam 30 / 31 juillet | 24                  |
| 2                           | Deuxième tour                           | m-m. 24 / 25 août       | 12                  |
| 3                           | Seizièmes de finale                     | m-m. 21 / 22 septembre  | 20 (6+14 de L1)     |
| Phase finale (2010 et 2011) |                                         |                         |                     |
| 1                           | Huitièmes de finale                     | m-m. 26 / 27 octobre    | 16 (10+6 européens) |
| 2                           | Quarts de finale                        | m-m. 9 / 10 novembre    | 8                   |
| 3                           | Demi-finales                            | m-m. 18 / 19 janvier    | 4                   |
| 4                           | Finale au Stade de France (Saint-Denis) | samedi 23 avril         | 2                   |

Les tirages sont totalement ouverts, à l'exception de ceux des huitièmes de finale, où les quatre têtes de série ne peuvent pas se rencontrer. Les têtes de série sont les quatre meilleurs au classement de Ligue 1 de la saison précédente.
| Tirages au sort     | Tirages au sort               |
| Tours               | Date et heure HEC             |
| ------------------- | ----------------------------- |
| Premier tour        | Jeudi 8 juillet (12 heures)   |
| Deuxième tour       | Lundi 2 août (18 heures)      |
| Seizièmes de finale | Lundi 30 août (12 heures)     |
| Huitièmes de finale | Mardi 28 sept. (12 heures)    |
| Quarts de finale    | Mercredi 27 oct. après OL-PSG |
| Demi-finales        | Mercredi 10 nov. après OM-ASM |
| Finale              | Mercredi 26 janv.             |

## Déroulement de la compétition
| Clubs de Ligue 1 (20)                    | Clubs de Ligue 2 (20) et de National (4) |
| arrivent en 8e de finale                 | arrivent au premier tour                 |
| ---------------------------------------- | ---------------------------------------- |
| Olympique de Marseille (Tenant du titre) | Le Mans FC                               |
| Paris Saint-Germain (Coupe de France)    | US Boulogne CO                           |
| Olympique lyonnais                       | Grenoble Foot 38                         |
| AJ Auxerre                               | FC Metz                                  |
| LOSC Lille Métropole                     | Angers SCO                               |
| Montpellier HSC                          | Clermont Foot                            |
| arrivent en 16e de finale                | Le Havre AC                              |
| FC Girondins de Bordeaux                 | Stade lavallois                          |
| FC Lorient                               | Dijon FCO                                |
| Stade rennais FC                         | Nîmes Olympique                          |
| AS Monaco FC                             | Tours FC                                 |
| Valenciennes FC                          | CS Sedan-Ardennes                        |
| AS Nancy-Lorraine                        | AC Ajaccio                               |
| RC Lens                                  | Vannes OC                                |
| Toulouse FC                              | FC Nantes                                |
| OGC Nice                                 | LB Châteauroux                           |
| FC Sochaux-Montbéliard                   | FC Istres                                |
| AS Saint-Étienne                         | Évian Thonon Gaillard FC                 |
| SM Caen                                  | Stade de Reims                           |
| Stade brestois 29                        | ES Troyes AC                             |
| AC Arles-Avignon                         | Amiens SC                                |
|                                          | SC Bastia                                |
|                                          | EA Guingamp                              |
|                                          | RC Strasbourg                            |

Chaque tour se déroule en un seul match.

En cas d'égalité, une prolongation de 2 périodes de 15 minutes est disputée.

Si l'égalité persiste, une séance de tirs-au-but départage les 2 équipes.

### Premier tour
Se rencontrent les 20 équipes de Ligue 2 et les 4 équipes de National qui participent à cette coupe de la Ligue.
Ce tour est prévu le vendredi 30 et samedi 31 juillet 2010, une semaine avant le début de la saison de Ligue 2. Le tirage au sort a eu lieu le jeudi 8 juillet à 12 h au siège de la Ligue de football professionnel.
| Vendredi 30 juillet 2010 20h00        | Angers SCO             | 2 - 2 a.p.                             | SC Bastia                | Stade Jean Bouin, Angers                      |                                               |
|                                       | Keserü 39e · Henin 45e | (2 - 0)                                | Moizini 46e · Khazri 47e | Spectateurs : 4 357 Arbitrage : Cédric Cotrel | Spectateurs : 4 357 Arbitrage : Cédric Cotrel |
|                                       | Rapport                |                                        |                          | Spectateurs : 4 357 Arbitrage : Cédric Cotrel | Spectateurs : 4 357 Arbitrage : Cédric Cotrel |
| Gillet · De Freitas · Diers · Stephan | Tirs au but 2 - 4      | Diallo · Robail · Choplin · Barthelemy |                          | Spectateurs : 4 357 Arbitrage : Cédric Cotrel | Spectateurs : 4 357 Arbitrage : Cédric Cotrel |

| Vendredi 30 juillet 2010 20h00                 | RC Strasbourg                | 2 - 2 a.p.                                      | Évian Thonon Gaillard FC | Stade de la Meinau, Strasbourg                  |                                                 |
|                                                | Mathlouthi 18e · Sikimic 95e | (1 - 1)                                         | Adnane 12e · Pouye 112e  | Spectateurs : 4 187 Arbitrage : Abdelali Chaoui | Spectateurs : 4 187 Arbitrage : Abdelali Chaoui |
|                                                | Rapport                      |                                                 |                          | Spectateurs : 4 187 Arbitrage : Abdelali Chaoui | Spectateurs : 4 187 Arbitrage : Abdelali Chaoui |
| Damour · Fanchone · Bah · Mathlouthi · Correia | Tirs au but 4 - 5            | Bouby · Bugnet · Bérigaud · Dja Djédjé · Cambon |                          | Spectateurs : 4 187 Arbitrage : Abdelali Chaoui | Spectateurs : 4 187 Arbitrage : Abdelali Chaoui |

| Vendredi 30 juillet 2010 20h00 | Grenoble Foot 38 | 1 - 2   | EA Guingamp                | Stade des Alpes, Grenoble                      |                                                |
|                                | Tinhan 85e       | (0 - 0) | Knockaert 66e · Bazile 69e | Spectateurs : 2 758 Arbitrage : Olivier Husset | Spectateurs : 2 758 Arbitrage : Olivier Husset |
|                                | Rapport          |         |                            | Spectateurs : 2 758 Arbitrage : Olivier Husset | Spectateurs : 2 758 Arbitrage : Olivier Husset |

| Vendredi 30 juillet 2010 20h00 | Clermont Foot                             | 3 - 1   | FC Metz     | Stade Gabriel-Montpied, Clermont-Ferrand          |                                                   |
|                                | Alessandrini 53e · Privat 65e · Bayod 75e | (0 - 1) | Gestede 35e | Spectateurs : 2 326 Arbitrage : Sébastien Desiage | Spectateurs : 2 326 Arbitrage : Sébastien Desiage |
|                                | Rapport                                   |         |             | Spectateurs : 2 326 Arbitrage : Sébastien Desiage | Spectateurs : 2 326 Arbitrage : Sébastien Desiage |

| Vendredi 30 juillet 2010 20h00 | Dijon FCO   | 1 - 2 a.p. | Amiens SC                | Stade Gaston Gérard, Dijon                      |                                                 |
|                                | Isabey 106e | (0 - 0)    | Atlan 114e · Steppé 116e | Spectateurs : 2 364 Arbitrage : Stéphane Djouzi | Spectateurs : 2 364 Arbitrage : Stéphane Djouzi |
|                                | Rapport     |            |                          | Spectateurs : 2 364 Arbitrage : Stéphane Djouzi | Spectateurs : 2 364 Arbitrage : Stéphane Djouzi |

| Vendredi 30 juillet 2010 20h00                                         | ES Troyes AC      | 1 - 1 a.p.                                                            | Stade de Reims | Stade de l'Aube, Troyes                        |                                                |
|                                                                        | Jarjat 79e        | (0 - 0)                                                               | Gamiette 72e   | Spectateurs : 4 758 Arbitrage : Amaury Delerue | Spectateurs : 4 758 Arbitrage : Amaury Delerue |
|                                                                        | Rapport           |                                                                       |                | Spectateurs : 4 758 Arbitrage : Amaury Delerue | Spectateurs : 4 758 Arbitrage : Amaury Delerue |
| Faussurier · Sissoko · Dos Santos · Keita · Obbadi · Carlier · Bettiol | Tirs au but 5 - 6 | Fauré · Weber · Barbier · Gamiette · Krychowiak · Amalfitano · Gamboa |                | Spectateurs : 4 758 Arbitrage : Amaury Delerue | Spectateurs : 4 758 Arbitrage : Amaury Delerue |

| Vendredi 30 juillet 2010 20h00 | Tours FC     | 1 - 2   | Vannes OC                   | Stade de la Vallée du Cher, Tours                |                                                  |
|                                | Buengo 90+3e | (0 - 1) | Reset 37e · Sammaritano 88e | Spectateurs : 4 242 Arbitrage : Dominique Julien | Spectateurs : 4 242 Arbitrage : Dominique Julien |
|                                | Rapport      |         |                             | Spectateurs : 4 242 Arbitrage : Dominique Julien | Spectateurs : 4 242 Arbitrage : Dominique Julien |

| Vendredi 30 juillet 2010 20h00 | AC Ajaccio                                  | 4 - 0   | FC Istres | Stade François-Coty, Ajaccio                 |                                              |
|                                | Rivière 19e 73e · Sorcier 85e · Kinkela 90e | (1 - 0) |           | Spectateurs : 1 127 Arbitrage : Ludovic Remy | Spectateurs : 1 127 Arbitrage : Ludovic Remy |
|                                | Rapport                                     |         |           | Spectateurs : 1 127 Arbitrage : Ludovic Remy | Spectateurs : 1 127 Arbitrage : Ludovic Remy |

| Vendredi 30 juillet 2010 20h00 | Le Havre AC                    | 2 - 1 a.p. | Le Mans FC | Stade Jules Deschaseaux, Le Havre             |                                               |
|                                | Adenon 64e (csc) · Jovial 103e | (0 - 1)    | Cissé 11e  | Spectateurs : 4 380 Arbitrage : William Lavis | Spectateurs : 4 380 Arbitrage : William Lavis |
|                                | Rapport                        |            |            | Spectateurs : 4 380 Arbitrage : William Lavis | Spectateurs : 4 380 Arbitrage : William Lavis |

| Vendredi 30 juillet 2010 20h00 | Stade lavallois               | 3 - 2   | LB Châteauroux   | Stade Francis-Le-Basser, Laval                     |                                                    |
|                                | Lebouc 12e · Gimbert 82e 118e | (1 - 2) | Haddad 22e 45+2e | Spectateurs : 3 769 Arbitrage : Christian Guillard | Spectateurs : 3 769 Arbitrage : Christian Guillard |
|                                | Rapport                       |         |                  | Spectateurs : 3 769 Arbitrage : Christian Guillard | Spectateurs : 3 769 Arbitrage : Christian Guillard |

| Vendredi 30 juillet 2010 20h00                  | CS Sedan-Ardennes | 0 - 0 a.p.                                      | Nîmes Olympique | Stade Louis-Dugauguez, Sedan                  |                                               |
|                                                 |                   | (0 - 0)                                         |                 | Spectateurs : 4 681 Arbitrage : Florent Batta | Spectateurs : 4 681 Arbitrage : Florent Batta |
|                                                 | Rapport           |                                                 |                 | Spectateurs : 4 681 Arbitrage : Florent Batta | Spectateurs : 4 681 Arbitrage : Florent Batta |
| Tibéri · Abdallah · Smrekar · Mokake · Valdivia | Tirs au but 4 - 5 | Stosic · Zarabi · Moukandjo · Mostefa · Cavalli |                 | Spectateurs : 4 681 Arbitrage : Florent Batta | Spectateurs : 4 681 Arbitrage : Florent Batta |

| Samedi 31 juillet 2010 15h00      | US Boulogne CO    | 2 - 2 a.p.                                     | FC Nantes           | Stade de la Libération, Boulogne-sur-Mer       |                                                |
|                                   | Thil 80e 114e     | (0 - 0)                                        | Zerka 73e · Ba 103e | Spectateurs : 3 335 Arbitrage : Didier Falcone | Spectateurs : 3 335 Arbitrage : Didier Falcone |
|                                   | Rapport           |                                                |                     | Spectateurs : 3 335 Arbitrage : Didier Falcone | Spectateurs : 3 335 Arbitrage : Didier Falcone |
| Agouazi · Blayac · Touré · Rabuel | Tirs au but 4 - 2 | Cheyrou · Djordjevic · Zerka · Martins Pereira |                     | Spectateurs : 3 335 Arbitrage : Didier Falcone | Spectateurs : 3 335 Arbitrage : Didier Falcone |

### Deuxième tour
Les six rencontres se jouent le mardi 24 et le mercredi 25 août.
Le tirage au sort a eu lieu à 18 h le 2 août 2010, au siège de la Ligue de football professionnel.
| Mardi 24 août 2010 20h00 | Clermont Foot                 | 2 - 3   | US Boulogne CO                        | Stade Gabriel-Montpied, Clermont-Ferrand      |                                               |
|                          | Haquin 34e · Chaussidière 60e | (1 - 1) | Bessat 40e · Ducatel 53e · Thil 90+1e | Spectateurs : 2 085 Arbitrage : Florent Batta | Spectateurs : 2 085 Arbitrage : Florent Batta |
|                          | Rapport                       |         |                                       | Spectateurs : 2 085 Arbitrage : Florent Batta | Spectateurs : 2 085 Arbitrage : Florent Batta |

| Mardi 24 août 2010 20h00               | AC Ajaccio        | 0 - 0 a.p.                         | Vannes OC | Stade François-Coty, Ajaccio                   |                                                |
|                                        |                   | (0 - 0)                            |           | Spectateurs : 1 222 Arbitrage : Benoît Bastien | Spectateurs : 1 222 Arbitrage : Benoît Bastien |
|                                        | Rapport           |                                    |           | Spectateurs : 1 222 Arbitrage : Benoît Bastien | Spectateurs : 1 222 Arbitrage : Benoît Bastien |
| Medjani · Begeorgi · Lippini · Socrier | Tirs au but 4 - 2 | Hervé · Diguiny · Cantini · Faivre |           | Spectateurs : 1 222 Arbitrage : Benoît Bastien | Spectateurs : 1 222 Arbitrage : Benoît Bastien |

| Mardi 24 août 2010 20h00                        | Amiens SC         | 0 - 0 a.p.                         | SC Bastia | Stade de la Licorne, Amiens                   |                                               |
|                                                 |                   | (0 - 0)                            |           | Spectateurs : 2 668 Arbitrage : Benoît Millot | Spectateurs : 2 668 Arbitrage : Benoît Millot |
|                                                 | Rapport           |                                    |           | Spectateurs : 2 668 Arbitrage : Benoît Millot | Spectateurs : 2 668 Arbitrage : Benoît Millot |
| Cirilli · Mienniel · Djaballah · Zobiri · Atlan | Tirs au but 3 - 4 | Suarez · Moizini · Robail · Khazri |           | Spectateurs : 2 668 Arbitrage : Benoît Millot | Spectateurs : 2 668 Arbitrage : Benoît Millot |

| Mardi 24 août 2010 20h00 | Nîmes Olympique      | 2 - 0   | Stade lavallois | Stade des Costières, Nîmes                    |                                               |
|                          | Ayité 5e · Haguy 69e | (1 - 0) |                 | Spectateurs : 3 876 Arbitrage : Mikael Lesage | Spectateurs : 3 876 Arbitrage : Mikael Lesage |
|                          | Rapport              |         |                 | Spectateurs : 3 876 Arbitrage : Mikael Lesage | Spectateurs : 3 876 Arbitrage : Mikael Lesage |

| Mardi 24 août 2010 20h00 | EA Guingamp                      | 3 - 2 a.p. | Évian Thonon Gaillard FC | Stade du Roudourou, Guingamp                     |                                                  |
|                          | Hamroun 23e 90+1e · Giresse 116e | (1 - 1)    | Farina 19e · Bouby 82e   | Spectateurs : 4 927 Arbitrage : Yohann Rouinsard | Spectateurs : 4 927 Arbitrage : Yohann Rouinsard |
|                          | Rapport                          |            |                          | Spectateurs : 4 927 Arbitrage : Yohann Rouinsard | Spectateurs : 4 927 Arbitrage : Yohann Rouinsard |

| Mardi 24 août 2010 20h45 | Stade de Reims | 0 - 2   | Le Havre AC    | Stade Auguste-Delaune, Reims                 |                                              |
|                          |                | (0 - 1) | Jovial 34e 48e | Spectateurs : 4 344 Arbitrage : Ludovic Remy | Spectateurs : 4 344 Arbitrage : Ludovic Remy |
|                          | Rapport        |         |                | Spectateurs : 4 344 Arbitrage : Ludovic Remy | Spectateurs : 4 344 Arbitrage : Ludovic Remy |

### Seizièmes de finale
Les 10 rencontres sont prévues les mardi 21 et mercredi 22 septembre 2010. Les six vainqueurs du deuxième tour sont rejoints par les 14 équipes de Ligue 1 qui ne participent à aucune Coupe d'Europe.
Le tirage au sort a eu lieu le 30 août 2010, à midi au siège de France Télévisions.
| Mardi 21 septembre 2010 20h00                    | Nîmes Olympique   | 1 - 1 a.p.                                         | Valenciennes FC | Stade des Costières, Nîmes                       |                                                  |
|                                                  | Ayité 39e         | (1 - 0)                                            | Cohade 90+5e    | Spectateurs : 5 062 Arbitrage : Alexandre Castro | Spectateurs : 5 062 Arbitrage : Alexandre Castro |
|                                                  | Rapport           |                                                    |                 | Spectateurs : 5 062 Arbitrage : Alexandre Castro | Spectateurs : 5 062 Arbitrage : Alexandre Castro |
| Mostefa · Poulain · Gigliotti · Cavalli · Zarabi | Tirs au but 4 - 5 | Ducourtioux · Cohade · Danic · Samassa · Penneteau |                 | Spectateurs : 5 062 Arbitrage : Alexandre Castro | Spectateurs : 5 062 Arbitrage : Alexandre Castro |

| Mardi 21 septembre 2010 20h00 | AC Ajaccio                   | 3 - 0   | Le Havre AC | Stade François-Coty, Ajaccio                 |                                              |
|                               | Delort 32e 65e · Kinkela 83e | (1 - 0) |             | Spectateurs : 1 476 Arbitrage : Tony Chapron | Spectateurs : 1 476 Arbitrage : Tony Chapron |
|                               | Rapport                      |         |             | Spectateurs : 1 476 Arbitrage : Tony Chapron | Spectateurs : 1 476 Arbitrage : Tony Chapron |

| Mardi 21 septembre 2010 20h45 | FC Lorient    | 1 - 0   | Stade brestois 29 | Stade du Moustoir, Lorient                       |                                                  |
|                               | Kitambala 45e | (1 - 0) |                   | Spectateurs : 11 309 Arbitrage : Stéphane Lannoy | Spectateurs : 11 309 Arbitrage : Stéphane Lannoy |
|                               | Rapport       |         |                   | Spectateurs : 11 309 Arbitrage : Stéphane Lannoy | Spectateurs : 11 309 Arbitrage : Stéphane Lannoy |

| Mercredi 22 septembre 2010 18h00 | AS Monaco          | 1 - 0   | RC Lens | Stade Louis-II, Monaco                                |                                                       |
|                                  | Niculae 83e (pen.) | (0 - 0) |         | Spectateurs : 4 661 Arbitrage : Jean-Charles Cailleux | Spectateurs : 4 661 Arbitrage : Jean-Charles Cailleux |
|                                  | Rapport            |         |         | Spectateurs : 4 661 Arbitrage : Jean-Charles Cailleux | Spectateurs : 4 661 Arbitrage : Jean-Charles Cailleux |

| Mercredi 22 septembre 2010 20h45 | AS Saint-Étienne            | 2 - 0   | OGC Nice | Stade Geoffroy-Guichard, Saint-Étienne             |                                                    |
|                                  | Landrin 14e · Bergessio 39e | (2 - 0) |          | Spectateurs : 13 468 Arbitrage : Sébastien Moreira | Spectateurs : 13 468 Arbitrage : Sébastien Moreira |
|                                  | Rapport                     |         |          | Spectateurs : 13 468 Arbitrage : Sébastien Moreira | Spectateurs : 13 468 Arbitrage : Sébastien Moreira |

| Mercredi 22 septembre 2010 20h45 | AC Arles-Avignon | 0 - 1   | SM Caen    | Parc des Sports, Avignon                      |                                               |
|                                  |                  | (0 - 0) | Traoré 76e | Spectateurs : 4 357 Arbitrage : Wilfried Bien | Spectateurs : 4 357 Arbitrage : Wilfried Bien |
|                                  | Rapport          |         |            | Spectateurs : 4 357 Arbitrage : Wilfried Bien | Spectateurs : 4 357 Arbitrage : Wilfried Bien |

| Mercredi 22 septembre 2010 20h45 | US Boulogne CO        | 2 - 1 a.p. | Toulouse FC | Stade de la Libération, Boulogne-sur-Mer          |                                                   |
|                                  | Lorca 30e · Atik 115e | (1 - 0)    | Sissoko 77e | Spectateurs : 3 931 Arbitrage : Bartolomeu Varela | Spectateurs : 3 931 Arbitrage : Bartolomeu Varela |
|                                  | Rapport               |            |             | Spectateurs : 3 931 Arbitrage : Bartolomeu Varela | Spectateurs : 3 931 Arbitrage : Bartolomeu Varela |

| Mercredi 22 septembre 2010 20h45 | FC Sochaux-Montbéliard | 0 - 2   | SC Bastia             | Stade Auguste-Bonal, Montbéliard              |                                               |
|                                  |                        | (0 - 1) | Suarez 24e · Sans 52e | Spectateurs : 5 750 Arbitrage : Olivier Thual | Spectateurs : 5 750 Arbitrage : Olivier Thual |
|                                  | Rapport                |         |                       | Spectateurs : 5 750 Arbitrage : Olivier Thual | Spectateurs : 5 750 Arbitrage : Olivier Thual |

| Mercredi 22 septembre 2010 20h45 | EA Guingamp                           | 3 - 1   | Stade rennais FC | Stade du Roudourou, Guingamp                  |                                               |
|                                  | Knockaert 25e · Soly 59e · Diallo 84e | (1 - 1) | Kembo-Ekoko 4e   | Spectateurs : 7 828 Arbitrage : Fredy Fautrel | Spectateurs : 7 828 Arbitrage : Fredy Fautrel |
|                                  | Rapport                               |         |                  | Spectateurs : 7 828 Arbitrage : Fredy Fautrel | Spectateurs : 7 828 Arbitrage : Fredy Fautrel |

| Mercredi 22 septembre 2010 20h45 | AS Nancy-Lorraine | 1 - 2   | Girondins de Bordeaux     | Stade Marcel Picot, Tomblaine               |                                             |
|                                  | Diakité 61e       | (0 - 1) | Bellion 11e · Modeste 70e | Spectateurs : 14 605 Arbitrage : Bruno Coue | Spectateurs : 14 605 Arbitrage : Bruno Coue |
|                                  | Rapport           |         |                           | Spectateurs : 14 605 Arbitrage : Bruno Coue | Spectateurs : 14 605 Arbitrage : Bruno Coue |

### Huitièmes de finale
Les huitièmes de finale se déroulent le mardi 26 et le mercredi 27 octobre 2010.
Le tirage au sort a eu lieu le mardi 28 septembre.
Ce tour signifie l'arrivée des six clubs « européens » : l'Olympique de Marseille, tenant du titre, mais aussi, Lyon, Auxerre, Lille, Montpellier, et le Paris SG.
Les quatre premiers de la dernière Ligue 1 ont le statut de tête de série : ils ne peuvent s'affronter.
| Mardi 26 octobre 2010 20h00 | Montpellier HSC       | 2 - 0   | AC Ajaccio | Stade de la Mosson, Montpellier                 |                                                 |
|                             | Kabze 32e · Koita 89e | (1 - 0) |            | Spectateurs : 6 616 Arbitrage : Stéphane Lannoy | Spectateurs : 6 616 Arbitrage : Stéphane Lannoy |
|                             | Rapport               |         |            | Spectateurs : 6 616 Arbitrage : Stéphane Lannoy | Spectateurs : 6 616 Arbitrage : Stéphane Lannoy |

| Mardi 26 octobre 2010 20h00 | Valenciennes FC                  | 4 - 0   | US Boulogne CO | Stade Nungesser, Valenciennes                |                                              |
|                             | Aboubakar 11e 65e 84e · Bong 37e | (2 - 0) |                | Spectateurs : 7 378 Arbitrage : Saïd Ennjimi | Spectateurs : 7 378 Arbitrage : Saïd Ennjimi |
|                             | Rapport                          |         |                | Spectateurs : 7 378 Arbitrage : Saïd Ennjimi | Spectateurs : 7 378 Arbitrage : Saïd Ennjimi |

| Mardi 26 octobre 2010 20h00                   | AS Monaco         | 1 - 1 a.p.                                    | FC Lorient  | Stade Louis-II, Monaco                       |                                              |
|                                               | Hansson 99e       | (0 - 0)                                       | Diarra 118e | Spectateurs : 4 889 Arbitrage : Tony Chapron | Spectateurs : 4 889 Arbitrage : Tony Chapron |
|                                               | Rapport           |                                               |             | Spectateurs : 4 889 Arbitrage : Tony Chapron | Spectateurs : 4 889 Arbitrage : Tony Chapron |
| Park · Gakpé · Mongongu · Coutadeur · Mbokani | Tirs au but 5 - 3 | Le Lan · Monnet-Paquet · Gameiro · Amalfitano |             | Spectateurs : 4 889 Arbitrage : Tony Chapron | Spectateurs : 4 889 Arbitrage : Tony Chapron |

| Mardi 26 octobre 2010 20h45 | AS Saint-Étienne | 1 - 0   | Girondins de Bordeaux | Stade Geoffroy-Guichard, Saint-Étienne           |                                                  |
|                             | N'Daw 11e        | (1 - 0) |                       | Spectateurs : 24 841 Arbitrage : Lionel Jaffredo | Spectateurs : 24 841 Arbitrage : Lionel Jaffredo |
|                             | Rapport          |         |                       | Spectateurs : 24 841 Arbitrage : Lionel Jaffredo | Spectateurs : 24 841 Arbitrage : Lionel Jaffredo |

| Mercredi 27 octobre 2010 17h00 | EA Guingamp | 0 - 1   | Olympique de Marseille | Stade du Roudourou, Guingamp                     |                                                  |
|                                |             | (0 - 1) | A. Ayew 42e            | Spectateurs : 17 037 Arbitrage : Laurent Duhamel | Spectateurs : 17 037 Arbitrage : Laurent Duhamel |
|                                | Rapport     |         |                        | Spectateurs : 17 037 Arbitrage : Laurent Duhamel | Spectateurs : 17 037 Arbitrage : Laurent Duhamel |

| Mercredi 27 octobre 2010 18h45 | Lille OSC                                        | 4 - 1   | SM Caen      | Stadium Lille Métropole, Saint-Étienne          |                                                 |
|                                | Cabaye 7e 44e (pen.) · Gervinho 53e · Hazard 74e | (2 - 1) | Yatabaré 13e | Spectateurs : 9 685 Arbitrage : Philippe Malige | Spectateurs : 9 685 Arbitrage : Philippe Malige |
|                                | Rapport                                          |         |              | Spectateurs : 9 685 Arbitrage : Philippe Malige | Spectateurs : 9 685 Arbitrage : Philippe Malige |

| Mercredi 27 octobre 2010 20h00 | AJ Auxerre                                      | 4 - 0   | SC Bastia | Stade de l'Abbé-Deschamps, Auxerre             |                                                |
|                                | Quercia 8e · Sammaritano 24e 78e · Hengbart 68e | (2 - 0) |           | Spectateurs : 7 557 Arbitrage : Antony Gautier | Spectateurs : 7 557 Arbitrage : Antony Gautier |
|                                | Rapport                                         |         |           | Spectateurs : 7 557 Arbitrage : Antony Gautier | Spectateurs : 7 557 Arbitrage : Antony Gautier |

| Mercredi 27 octobre 2010 20h45 | Olympique lyonnais | 1 - 2 a.p. | Paris SG                | Stade de Gerland, Lyon                        |                                               |
|                                | Briand 38e         | (1 - 0)    | Bodmer 86e · Giuly 101e | Spectateurs : 36 587 Arbitrage : Ruddy Buquet | Spectateurs : 36 587 Arbitrage : Ruddy Buquet |
|                                | Rapport            |            |                         | Spectateurs : 36 587 Arbitrage : Ruddy Buquet | Spectateurs : 36 587 Arbitrage : Ruddy Buquet |

### Quarts de finale
Les quarts de finale devraient se jouer les mardi 9 et mercredi 10 novembre 2010, entre deux journées de championnat, et deux semaines après les huitièmes de finale.
Le tirage est intégral (pas de tête de série).
| Mardi 9 novembre 2010 20h45 | AJ Auxerre                             | 2 - 0   | AS Saint-Étienne | Stade de l'Abbé-Deschamps, Auxerre             |                                                |
|                             | Pedretti 16e (pen.) · Dudka 48e (pen.) | (1 - 0) |                  | Spectateurs : 7 906 Arbitrage : Damien Ledentu | Spectateurs : 7 906 Arbitrage : Damien Ledentu |
|                             | Rapport                                |         |                  | Spectateurs : 7 906 Arbitrage : Damien Ledentu | Spectateurs : 7 906 Arbitrage : Damien Ledentu |

| Mercredi 10 novembre 2010 17h00 | Valenciennes FC | 1 - 3   | Paris SG                               | Stade Nungesser, Valenciennes                |                                              |
|                                 | Dossevi 3e      | (1 - 2) | Camara 9e · Jallet 27e · Luyindula 51e | Spectateurs : 7 395 Arbitrage : Stéphane Bré | Spectateurs : 7 395 Arbitrage : Stéphane Bré |
|                                 | Rapport         |         |                                        | Spectateurs : 7 395 Arbitrage : Stéphane Bré | Spectateurs : 7 395 Arbitrage : Stéphane Bré |

| Mercredi 27 novembre 2010 18h45 | Montpellier HSC | 2 - 1   | Lille OSC  | Stade de la Mosson, Montpellier               |                                               |
|                                 | Kabze 28e 52e   | (1 - 0) | Hazard 68e | Spectateurs : 5 764 Arbitrage : Olivier Thual | Spectateurs : 5 764 Arbitrage : Olivier Thual |
|                                 | Rapport         |         |            | Spectateurs : 5 764 Arbitrage : Olivier Thual | Spectateurs : 5 764 Arbitrage : Olivier Thual |

| Mercredi 27 novembre 2010 20h45 | Olympique de Marseille        | 2 - 1   | AS Monaco            | Stade Vélodrome, Marseille                      |                                                 |
|                                 | A. Ayew 42e · Azpilicueta 60e | (1 - 1) | Coutadeur 22e (pen.) | Spectateurs : 17 765 Arbitrage : Clément Turpin | Spectateurs : 17 765 Arbitrage : Clément Turpin |
|                                 | Rapport                       |         |                      | Spectateurs : 17 765 Arbitrage : Clément Turpin | Spectateurs : 17 765 Arbitrage : Clément Turpin |

### Demi-finales
Les demi-finales sont prévues les mardi 18 et mercredi 19 janvier 2011, entre deux journées de championnat. Depuis la reprise de janvier, chaque participant aura joué autant de rencontres et à la même période. Le tirage au sort est totalement ouvert, c'est-à-dire qu'il ne comporte pas de têtes de série.
| Mardi 18 janvier 2011 20h45 | Montpellier HSC | 1 - 0 a.p. | Paris SG | Stade de la Mosson, Montpellier               |                                               |
|                             | Giroud 117e     | (1 - 0)    |          | Spectateurs : 17 641 Arbitrage : Saïd Ennjimi | Spectateurs : 17 641 Arbitrage : Saïd Ennjimi |
|                             | Rapport         |            |          | Spectateurs : 17 641 Arbitrage : Saïd Ennjimi | Spectateurs : 17 641 Arbitrage : Saïd Ennjimi |

| Mercredi 19 janvier 2011 20h45 | AJ Auxerre | 0 - 2   | Olympique de Marseille     | Stade de l'Abbé-Deschamps, Auxerre               |                                                  |
|                                |            | (0 - 1) | Brandão 45+2e · Gignac 68e | Spectateurs : 17 025 Arbitrage : Laurent Duhamel | Spectateurs : 17 025 Arbitrage : Laurent Duhamel |
|                                | Rapport    |         |                            | Spectateurs : 17 025 Arbitrage : Laurent Duhamel | Spectateurs : 17 025 Arbitrage : Laurent Duhamel |

### Finale
La finale se déroule le samedi 23 avril 2011, avant des demi-finales européennes, juste après les demi-finales de Coupe de France, et sur le week-end de la 32e journée de Ligue 1 et de Ligue 2.
Après un tirage au sort effectué par la commission des compétitions de la LFP le 26 janvier 2011, l'Olympique de Marseille est désigné comme le club évoluant à domicile. Il choisira ainsi ses couleurs et son vestiaire lors de la finale.
| Samedi 23 avril 2011 | Olympique de Marseille | 1 - 0   | Montpellier HSC | Stade de France, Saint-Denis                                          |                                                                       |
| 20h45                | Taiwo 80e              | (0 - 0) |                 | Spectateurs : 74 259 · Arbitrage : Antony Gautier · Photos du match · | Spectateurs : 74 259 · Arbitrage : Antony Gautier · Photos du match · |
| 20h45                | Feuille de match       |         |                 | Spectateurs : 74 259 · Arbitrage : Antony Gautier · Photos du match · | Spectateurs : 74 259 · Arbitrage : Antony Gautier · Photos du match · |

| Marseille | Montpellier |

| MARSEILLE :      |    |                     |     |     |
|                  |    |                     |     |     |
| G                | 30 | Steve Mandanda (c)  |     |     |
| ArD              | 24 | Rod Fanni           |     |     |
| DC               | 21 | Souleymane Diawara  |     |     |
| DC               | 19 | Gabriel Heinze      |     |     |
| ArG              | 3  | Taye Taiwo          |     |     |
| M                | 17 | Stéphane Mbia       |     | 7e  |
| M                | 7  | Benoît Cheyrou      |     |     |
| M                | 8  | Lucho González      |     | 85e |
| A                | 28 | Mathieu Valbuena    |     | 90e |
| A                | 20 | André Ayew          |     |     |
| A                | 10 | André-Pierre Gignac |     |     |
| Remplaçants :    |    |                     |     |     |
| G                | 40 | Elinton Andrade     |     |     |
| D                | 5  | Hilton              |     |     |
| D                | 26 | Jean-Philippe Sabo  |     |     |
| M                | 6  | Édouard Cissé       |     |     |
| M                | 12 | Charles Kaboré      | 64e | 7e  |
| M                | 18 | Fabrice Abriel      |     | 85e |
| A                | 15 | Jordan Ayew         |     | 90e |
| Entraîneur :     |    |                     |     |     |
| Didier Deschamps |    |                     |     |     |

| MONTPELLIER : |    |                    |     |     |
|               |    |                    |     |     |
| G             | 1  | Laurent Pionnier   |     |     |
| ArD           | 2  | Garry Bocaly       | 79e |     |
| DC            | 3  | Mapou Yanga-Mbiwa  |     |     |
| DC            | 22 | Benjamin Stambouli |     |     |
| ArG           | 27 | Cyril Jeunechamp   |     |     |
| M             | 6  | Joris Marveaux     |     | 89e |
| M             | 14 | Romain Pitau (c)   |     | 73e |
| M             | 29 | Younès Belhanda    |     |     |
| M             | 23 | Jamel Saihi        |     |     |
| A             | 17 | Olivier Giroud     |     |     |
| A             | 19 | Souleymane Camara  |     | 83e |
| Remplaçants : |    |                    |     |     |
| G             | 16 | Geoffrey Jourdren  |     |     |
| D             | 25 | Xavier Collin      |     |     |
| D             | 31 | Teddy Mézague      |     |     |
| M             | 12 | Geoffrey Dernis    |     | 83e |
| M             | 13 | Marco Estrada      |     |     |
| A             | 11 | Hasan Kabze        |     | 73e |
| A             | 24 | Bengali-Fodé Koita |     | 89e |
| Entraîneur :  |    |                    |     |     |
| René Girard   |    |                    |     |     |

| Homme du match : - Taye Taiwo (Marseille) |

## Nombre d'équipes par division et par tour
| Divisions / Manches              | Premier tour | Deuxième tour | Seizièmes de finale (10 rencontres) | Huitièmes de finale | Quarts de finale | Demi- finales | Finale |
| -------------------------------- | ------------ | ------------- | ----------------------------------- | ------------------- | ---------------- | ------------- | ------ |
| Clubs européens 6 clubs          | non présents | non présents  | non présents                        | 6                   | 5                | 4             | 2      |
| Ligue 1 (non-européens) 14 clubs | non présents | non présents  | 14                                  | 6                   | 3                | 0             | 0      |
| Ligue 2 20 clubs                 | 20           | 9             | 4                                   | 2                   | 0                | 0             | 0      |
| National 4 clubs                 | 4            | 3             | 2                                   | 2                   | 0                | 0             | 0      |
| Total                            | 24           | 12            | 20                                  | 16                  | 8                | 4             | 2      |

## Primes
Les primes attribuées aux clubs participants sont sensiblement les mêmes que celles de la saison précédente, les droits télévisés des saisons 2009 à 2012 ayant été vendus ensemble. Cependant, grâce à de nouveaux sponsors, les gains ont été augmentés lors de certains tours.
- 100 k€ pour une élimination au premier tour (inchangé) ;
- 120 k€ pour une élimination au second tour (inchangé) ;
- 170 k€ pour une élimination en seizièmes de finale (contre 160 k€) ;
- 170 k€ pour un club européen éliminé dès son entrée en huitièmes de finale (contre 160 k€) ;
- 260 k€ pour une élimination en huitièmes de finale (contre 240 k€) ;
- 380 k€ pour une élimination en quarts de finale (contre 360 k€) ;
- 600 k€ pour une élimination en demi-finales (contre 560 k€) ;
- 1,08 M€ pour une défaite en finale (contre 1,02 M€) ;
- 1,7 M€ pour le vainqueur  (contre 1,6 M€).
- Total d'au maximum 11,2 M€ (soit 500 k€ supplémentaires redistribués) et minimum 10,66 M€ (+ 0,44 M€)